# Damian van der Haar
Damian van der Haar (16 gennaio 2004) è un calciatore olandese, difensore del PEC Zwolle.

## Biografia
È figlio dell'ex calciatore Albert van der Haar.

## Caratteristiche tecniche
È un difensore centrale che può essere altresì impiegato come terzino sinistro o come mediano.

## Carriera
Prodotto del vivaio del PEC Zwolle, esordisce in prima squadra il 24 settembre 2023 in occasione dell'incontro di Eredivisie perso per 3-0 contro l'AZ Alkmaar, subentrando al novantesimo minuto ad Anselmo García MacNulty.

## Statistiche
Statistiche aggiornate al 2 giugno 2024.

### Presenze e reti nei club
| Stagione        | Squadra         | Campionato      | Campionato | Campionato | Coppe nazionali | Coppe nazionali | Coppe nazionali | Coppe continentali | Coppe continentali | Coppe continentali | Altre coppe | Altre coppe | Altre coppe | Totale | Totale | Totale |
| Stagione        | Squadra         | Comp            | Pres       | Reti       | Comp            | Pres            | Reti            | Comp               | Pres               | Reti               | Comp        | Pres        | Reti        | Pres   | Reti   |        |
| --------------- | --------------- | --------------- | ---------- | ---------- | --------------- | --------------- | --------------- | ------------------ | ------------------ | ------------------ | ----------- | ----------- | ----------- | ------ | ------ | ------ |
| 2023-2024       | PEC Zwolle      | ED              | 16         | 0          | CO              | 1               | 0               |                    | -                  | -                  |             | -           | -           | 17     | 0      |        |
| Totale carriera | Totale carriera | Totale carriera | 16         | 0          |                 | 1               | 0               |                    | -                  | -                  |             | -           | -           | 17     | 0      |        |